# Meri Kuri
«Meri Kuri» significa «Feliz Navidad» en japonés, "Merry Chri" (en coreano) también es el 14º sencillo en japonés lanzado por Kwon Boa también el tercer sencillo en coreano. Dos versiones de los sencillos fueron liberadas simultáneamente tanto en Japón como en Corea. Las canciones fueron cantadas en japonés sobre la versión vendida en Japón, y en coreano sobre la versión vendida en Corea. El vídeo promocional públicamente fue liberado en su 18º cumpleaños y fue filmado en Hokkaidō, en un lugar llamado Tomu. Alcanzó el número 31 en el Billboard Japan Hot 100 en 2012. En noviembre del 2022, SM Entertainment publicó en Youtube su video remasterizado.
La canción fue versionada por el conjunto estadounidense de rock Weezer y fue incluida en la versión japonesa de su álbum homónimo de 2008.

## Lista de canciones
Versión japonesa
1. «Meri Kuri» (メリクリ)
2. «Mega Step»
3. «The Christmas Song»
4. «Meri Kuri» (メリクリ) (Instrumental)
5. «Mega Step» (Instrumental)

Versión coreana
1. «Merry-Chri» (메리-크리)
2. «Mega Step»
3. «The Christmas Song»
4. «Merry-Chri» (메리-크리) (Instrumental)
5. «Mega Step» (Instrumental)